# Żychlikowo
Żychlikowo (niem. Siegelkow) – osada w Polsce położona w województwie zachodniopomorskim, w powiecie goleniowskim, w gminie Przybiernów.
Nazwę oficjalnie utworzono 1 stycznia 2018 roku, wcześniej nazwa funkcjonowała jako niestandaryzowana nazwa osady wsi Łoźnica.
W latach 1975–1998 miejscowość administracyjnie należała do województwa szczecińskiego.

## Zabytki
- cmentarzysko kurhanowe z epoki brązu i
- ruiny zamku von Köllerów z przełomu XIII-XIV w. o pow. 1,90 ha. Zamek wznosił się na wzniesieniu z murami na planie czworoboku. Zamek był wzmiankowany w 1428 roku. W 1939 roku na wzgórzu zachowane były mury grubości ok. 3m, otaczające plac o wymiarach 29×33 m, w obrębie których w ich południowo-wschodnim narożniku znajdowała się wieża. Zamek otaczała fosa[4].